# Gergonne-Gerade

Gergonne-Gerade g (rot) durch die (Dobbs-)Punkte G_{a}, G_{b}, G_{c} (rot), Gergonne-Punkt G (rot), Mittelpunkt des Inkreises M, Gergonne-Dreieck F_{a}F_{b}F_{c}, Soddy-Gerade s (blau), Fletcher-Punkt F (blau)

Die Gergonne-Gerade, benannt nach dem französischen Mathematiker Joseph Gergonne, ist eine spezielle Gerade eines Dreiecks.

## Definitionen
In einem Dreieck {\displaystyle ABC} werden die Berührungspunkte des Inkreises mit den Seiten {\displaystyle a}, {\displaystyle b} und {\displaystyle c} mit {\displaystyle F_{a}}, {\displaystyle F_{b}} und {\displaystyle F_{c}} bezeichnet. Die drei Schnittpunkte {\displaystyle G_{a}}, {\displaystyle G_{b}} und {\displaystyle G_{c}}, die man erhält, wenn man jede verlängerte Dreiecksseite mit der Geraden durch die beiden nicht auf ihr liegenden Berührungspunkte schneidet, liegen auf einer gemeinsamen Geraden; diese Gerade wird als Gergonne-Gerade bezeichnet.
Das von den Berührungspunkten gebildete Dreieck {\displaystyle F_{a}F_{b}F_{c}} heißt Gergonne-Dreieck und {\displaystyle G_{a}}, {\displaystyle G_{b}} und {\displaystyle G_{c}} nennt man auch Nobbs-Punkte.

## Beziehungen und Eigenschaften
Dass die Nobbs-Punkte  {\displaystyle G_{a}}, {\displaystyle G_{b}} und {\displaystyle G_{c}} auf einer gemeinsamen Geraden liegen, ergibt sich auch als Grenzfall des Satzes von Pascal. Dieser besagt, dass bei einem Sehnensechseck die Schnittpunkte der gegenüberliegenden verlängerten (nicht parallelen) Seiten auf einer gemeinsamen Geraden liegen. Man kann nun das Dreieck {\displaystyle F_{a}F_{b}F_{c}} als ein entartetes Sechseck {\displaystyle F_{a}F_{a}F_{b}F_{b}F_{c}F_{c}} auffassen, dessen verlängerte gegenüberliegende Seitenpaare {\displaystyle F_{a}F_{a}} und {\displaystyle F_{b}F_{c}}, {\displaystyle F_{b}F_{b}} und {\displaystyle F_{a}F_{c}} sowie {\displaystyle F_{c}F_{c}} und {\displaystyle F_{a}F_{b}} sind. Die Gergonne-Gerade entspricht dann der Pascal-Geraden des auf dem Inkreis liegenden entarteten Sehnensechsecks.
Aufgrund des Satzes von Ceva und der Längengleichheit von Tangentenabschnitten gilt zudem, dass sich die drei Verbindungsgeraden der Ecken mit den ihnen gegenüberliegenden Berührungspunkten des Inkreises in einem gemeinsamen Punkt, dem Gergonne-Punkt, schneiden. Zwischen dem Gergonne-Punkt und der Gergonne-Geraden besteht bezogen auf den Inkreis eine Pol und Polare-Beziehung, das heißt die Gergonne-Gerade ist die Polare des Gergonne-Punktes.
Das Ausgangsdreieck {\displaystyle ABC} und das Gergonne-Dreieck {\displaystyle F_{a}F_{b}F_{c}} sind perspektivisch, mit dem Gergonne-Punkt als Zentrum und der Gergonne-Geraden als Achse. Damit folgt die Aussage, dass die Punkte {\displaystyle G_{a}}, {\displaystyle G_{b}} und {\displaystyle G_{c}} auf einer gemeinsamen Geraden liegen, auch aus dem Satz von Desargues.
Die Gergonne-Gerade ist senkrecht zur Soddy-Geraden und ihr Schnittpunkt mit dieser wird als Fletcher-Punkt bezeichnet. Die Gergonne-Gerade bildet zusammen mit der Euler-Geraden und Soddy-Geraden das sogenannte Euler-Gergonne-Soddy-Dreieck.